# Pierre Lecomte du Noüy
Pierre Lecomte du Noüy (París, 20 de diciembre de 1883 - Nueva York, 22 de septiembre de 1947) fue un biofísico, matemático y escritor francés.
Fue agregado (1919) y miembro asociado (1920-1927) del Instituto Rockefeller en Nueva York. Jefe de departamento en el Instituto Pasteur, París (1927-1936). Se traslada de Europa a los Estados Unidos, donde pronunció numerosas conferencias en los establecimientos militares para defender la causa de Francia. Escribió y publicó varias obras filosóficas (1942-1944).
Después de 1936, sus escritos se refieren a la filosofía de la ciencia, específicamente en lo que se refiere a la evolución, la religión y la teleología.
Inventó el tensímetro que lleva su nombre, para la medida de la tensión superficial de líquidos, así como un micro-viscosímetro para el estudio del suero.

## Obras
- Équilibres superficiels des solutions colloïdales (Masson, 1929)
- La température critique du sérum (Hermann, 1936)
- Human destiny (Longmans, Green, 1947)
- L'homme et sa destinée (Editions du Vieux Colombier, 1948)
- The road to reason (Longmans, Green, 1949)
- Between knowing and believing (McKay, 1966)
- La Dignité humaine (Fayard, 1967)

### Ediciones en español
- Lecomte du Nouy, Pierre (1969). De la ciencia a la fe. Ediciones Guadarrama. ISBN 978-84-250-0037-9.
- Lecomte du Noüy, Pierre (1952). El destino humano. México, D.F.: Diana.